# Ovadia le Prosélyte
Pour les articles homonymes, voir Ovadia.
Ovadia le prosélyte (hébreu : עובדיה הגר Ovadia HaGuer), dit aussi Obadiah, Abdias, Jean d'Oppido, né Jean fils de Dreux, est un chroniqueur et musicologue du début du XIIe siècle (Oppido Lucano, Italie, c. 1073 - Tyr ?, c. 1150). Il est actuellement connu pour être l’auteur du plus ancien manuscrit de musique hébraïque connu à ce jour.

## Éléments biographiques
Jean fils de Dreux naît à Oppido Lucano dans une vieille famille normande vers 1070. Son frère jumeau, Roger, est destiné à la chevalerie tandis que Jean devient prêtre catholique.

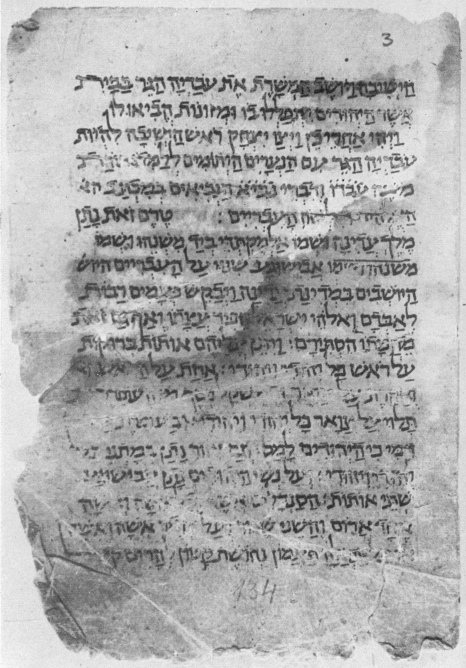
Fragment de la Chronique d'Obadiah le prosélyte, trouvé dans la Guénizah du Caire, XII s.

Quelque peu familiarisé avec le judaïsme par son étude de la Bible hébraïque, il décide d'en observer les coutumes. Les raisons de son choix ne sont pas connues avec certitude : il pourrait avoir été inspiré par l'attitude des Juifs face aux persécutions qu'ils ont subies durant la première croisade, dont il a été le témoin oculaire, et par la conversion de l'archevêque Andreas de Bari, qui a dû se réfugier à Constantinople de ce fait.
Jean se rend à Constantinople, où il approfondit ses connaissances, rédigeant en outre des écrits polémiques contre le christianisme. Arrivé à Alep en passant par Bagdad, il y est formellement converti par un rabbin, en 1102. Comme de nombreux prosélytes juifs, il prend le nom d'Ovadia (Abdias), du fait de la tradition selon laquelle le prophète Abdias lui-même serait un Édomite converti au judaïsme.
Il gagne ensuite le Caire en passant par Baniyas, l'antique Césarée de Philippe, au pied du mont Hermon et Tyr. Il est généralement bien accueilli, voire entretenu, malgré les difficultés que connaissent ces communautés.

## Œuvre
Abdias est l'auteur d'une chronique autobiographique rédigée après 1122, dont plusieurs fragments ont été conservés dans la Gueniza du Caire. Il y décrit notamment les conditions de vie des communautés juives dans lesquelles il a séjourné, ainsi que les persécutions qu'elles subissent, et apporte un éclairage personnel sur les Croisades.
C'est en comparant sa signature avec celle du plus ancien manuscrit connu de musique hébraïque, comportant la mise en musique de trois poèmes, et acquis par le Jewish Theological Seminary of America, que Norman Golb découvre, en 1965, qu'Ovadia en est l'auteur. Ainsi, la parenté du chant grégorien avec le chant juif médiéval serait due à l'introduction de ce système par un chrétien converti afin d'embellir la poésie liturgique juive, et non à un emprunt du christianisme au judaïsme,.
C'est à cette découverte, et aux travaux ultérieurs de Norman Golb, qu'Ovadia le prosélyte doit sa célébrité actuelle ; une rue d'Oppido porte son nom.

## Sources
- (de) Cet article est partiellement ou en totalité issu de l’article de Wikipédia en allemand intitulé « Johannes von Oppido » (voir la liste des auteurs).

- (en) Cet article est partiellement ou en totalité issu de l’article de Wikipédia en anglais intitulé « Obadiah the Proselyte (priest) » (voir la liste des auteurs).